# 花園海梅介
花園海梅介（学名：Hermanites florida）为半花介科海梅介屬下的一个种。